# جون أرش
جون أرش (بالإنجليزية: John Arch)‏ هو مغني وموسيقي وكاتب أغاني أمريكي، ولد في 15 مايو 1959 في كولورادو سبرينغس في الولايات المتحدة.

## وصلات خارجية
- جون أرش على موقع ميوزك برينز (الإنجليزية)
- جون أرش على موقع ديسكوغز (الإنجليزية)